# Peter Pieters (atleet)
Peter Pieters (18 maart 1965) is een Belgische voormalige atleet, die gespecialiseerd was in de sprint. Hij werd eenmaal Belgisch kampioen.

## Biografie
Pieters werd in 1986 Belgisch kampioen op de 400 m. Hij was aangesloten bij Houtland AC.

## Belgische kampioenschappen
| Onderdeel | Jaar |
| --------- | ---- |
| 400 m     | 1986 |

## Persoonlijke records
| Onderdeel | Prestatie | Datum            | Plaats  |
| --------- | --------- | ---------------- | ------- |
| 200 m     | 21,29 s   | 1986             |         |
| 400 m     | 46,92 s   | 10 augustus 1986 | Brussel |

## Palmares
400 m
- 1986:  BK AC - 46,92 s
- 1988:  BK AC - 47,13 s